# Anticlimax proboscidea
Anticlimax proboscidea is een slakkensoort uit de familie van de Tornidae. De wetenschappelijke naam van de soort is voor het eerst geldig gepubliceerd in 1949 door Aguayo.